# Amidu Salifu
Amidu Salifu (Accra, 20 settembre 1992) è un ex calciatore ghanese, di ruolo centrocampista.

## Caratteristiche tecniche
Salifu inizia la carriera come centrocampista, giocando poi anche come esterno d'attacco, imponendosi tuttavia nel ruolo di centrocampista; oltre al notevole gioco di copertura e interdizione, è anche dotato di buona tecnica. Abbina velocità e fisicità con grande disciplina tattica. Il suo modello di ispirazione è il connazionale Michael Essien.

## Carriera

### Club

#### Gli inizi in Africa e il passaggio al Vicenza
Inizia la carriera calcistica negli Hearts of Oak, squadra della sua città natale. Durante il torneo "Romeo e Giulietta", viene notato da alcuni scout del Vicenza e nel 2008 viene portato in Italia.
Esordisce in Serie B il 20 novembre 2010 in Vicenza-Padova, terminata 2-1. Quattro giorni dopo esordisce anche in Coppa Italia, in Genoa-Vicenza 3-1, segnando anche il gol del momentaneo vantaggio.

#### Fiorentina
Il 31 gennaio 2011 viene acquistato in compartecipazione dalla Fiorentina, per 2,5 milioni di euro. Esordisce in Serie A il 23 aprile 2011 in Cagliari-Fiorentina 1-2. Il 13 agosto 2011 viene risolta la comproprietà in favore della società viola.
Nella stagione successiva gioca con maggiore continuità e il 17 dicembre arriva il suo debutto da titolare in occasione del pareggio casalingo 2-2 con l'Atalanta.. Nel giugno 2013 il giocatore ritorna alla Fiorentina.

#### Catania, Modena, Perugia, Brescia e Mantova
Il 13 giugno 2012 passa in prestito al Catania. Esordisce in campionato contro l'Udinese, sostituendo Biagianti. Al termine della stagione torna alla Fiorentina che, per l'annata seguente, l'8 agosto 2013 lo manda sempre in prestito al Modena.
Il 19 luglio 2014 viene confermato il prestito del giocatore al club gialloblù Nella stagione 2014-2015 gioca 24 partite e segna 1 gol, piazzandosi 11º nella Top 15 dei centrocampisti di Serie B secondo una classifica stilata dalla Lega Serie B.
Dopo essere ritornato a Firenze il 15 luglio 2015 viene ceduto, nuovamente con la formula del prestito, al Perugia. Dopo un semestre in Umbria, il 1º febbraio 2016 passa sempre in prestito al Brescia con la quale termina la stagione contando 13 presenze in campionato. Il 9 luglio 2016 rinnova "pre-stagione" con la Fiorentina prolungando il contratto fino al 2018. Il 31 agosto viene poi ceduto in prestito al Mantova in Lega Pro.

#### Il ritorno al Vicenza
Il 28 luglio 2017 viene ceduto in prestito al Vicenza.

### Nazionale
Ha fatto parte della nazionale ghanese Under-20, insieme all'ex compagno di squadra Daniel Kofi Agyei.

## Statistiche

### Presenze e reti nei club
Statistiche aggiornate al 28 agosto 2020.
| Stagione          | Squadra           | Campionato        | Campionato | Campionato | Coppe nazionali | Coppe nazionali | Coppe nazionali | Coppe continentali | Coppe continentali | Coppe continentali | Altre coppe | Altre coppe | Altre coppe | Totale | Totale |
| Stagione          | Squadra           | Comp              | Pres       | Reti       | Comp            | Pres            | Reti            | Comp               | Pres               | Reti               | Comp        | Pres        | Reti        | Pres   | Reti   |
| ----------------- | ----------------- | ----------------- | ---------- | ---------- | --------------- | --------------- | --------------- | ------------------ | ------------------ | ------------------ | ----------- | ----------- | ----------- | ------ | ------ |
| 2010-gen. 2011    | Vicenza           | B                 | 8          | 0          | CI              | 1               | 1               | -                  | -                  | -                  | -           | -           | -           | 9      | 1      |
| gen.-giu. 2011    | Fiorentina        | A                 | 1          | 0          | CI              | 0               | 0               | -                  | -                  | -                  | -           | -           | -           | 1      | 0      |
| 2011-2012         | Fiorentina        | A                 | 14         | 0          | CI              | 1               | 0               | -                  | -                  | -                  | -           | -           | -           | 15     | 0      |
| Totale Fiorentina | Totale Fiorentina | Totale Fiorentina | 15         | 0          |                 | 1               | 0               |                    | -                  | -                  |             | -           | -           | 16     | 0      |
| 2012-2013         | Catania           | A                 | 10         | 0          | CI              | 2               | 0               | -                  | -                  | -                  | -           | -           | -           | 12     | 0      |
| 2013-2014         | Modena            | B                 | 29         | 0          | CI              | 1               | 0               | -                  | -                  | -                  |             | -           | -           | 30     | 0      |
| 2014-2015         | Modena            | B                 | 23+1       | 1+0        | CI              | 2               | 0               | -                  | -                  | -                  | -           | -           | -           | 26     | 1      |
| Totale Modena     | Totale Modena     | Totale Modena     | 53         | 1          |                 | 3               | 0               |                    | -                  | -                  |             | -           | -           | 56     | 1      |
| 2015-gen. 2016    | Perugia           | B                 | 5          | 0          | CI              | 2               | 0               | -                  | -                  | -                  | -           | -           | -           | 7      | 0      |
| gen.-giu. 2016    | Brescia           | B                 | 13         | 0          | CI              | -               | -               | -                  | -                  | -                  | -           | -           | -           | 13     | 0      |
| ago. 2016-2017    | Mantova           | LP                | 29         | 0          | CI-LP           | -               | -               | -                  | -                  | -                  | -           | -           | -           | 29     | 0      |
| 2017-2018         | Vicenza           | C                 | 18+1       | 0          | CI+CI-C         | 1+1             | 0               | -                  | -                  | -                  | -           | -           | -           | 21     | 0      |
| Totale Vicenza    | Totale Vicenza    | Totale Vicenza    | 26+1       | 0          |                 | 3               | 1               |                    | -                  | -                  |             | -           | -           | 30     | 1      |
| 2018-2019         | Arezzo            | C                 | 9          | 0          | CI-C            | 0               | 0               | -                  | -                  | -                  | -           | -           | -           | 9      | 0      |
| 2019-2020         | Al-Salmiya        | PL                | 15         | 2          | KEC             | 0               | 0               | -                  | -                  | -                  | -           | -           | -           | 15     | 2      |
| 2020-2021         | Petrolul Ploiești | Liga II           | 9          | 0          | CR              | 1               | 0               | -                  | -                  | -                  | -           | -           | -           | 10     | 0      |
| 2022              | Kelantan United   | LS                | 5          | 1          | MFACup+MC       | 2+0             | 1+0             | -                  | -                  | -                  | -           | -           | -           | 7      | 2      |
| Totale carriera   | Totale carriera   | Totale carriera   | 189+2      | 4          |                 | 13              | 2               |                    | -                  | -                  |             | -           | -           | 205    | 6      |

## Palmarès

### Competizioni giovanili
- Coppa Italia Primavera: 1

Fiorentina: 2010-2011
- Supercoppa Primavera: 1

Fiorentina: 2011